# Sansai

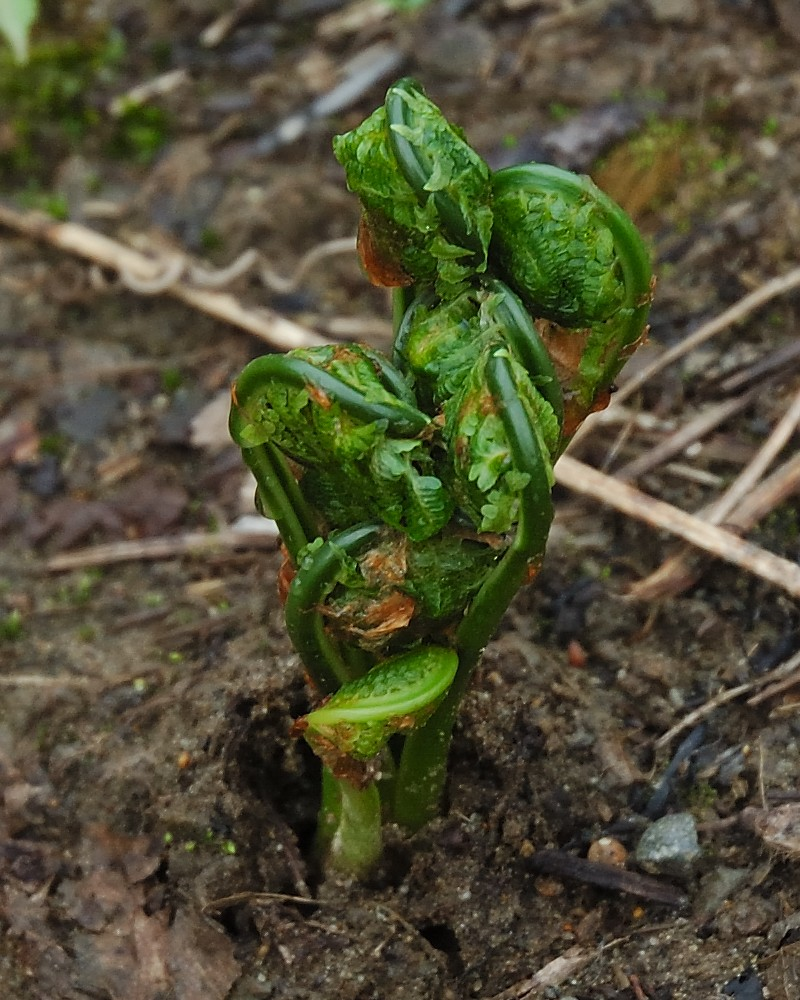
Kogomi (Matteuccia struthiopteris).

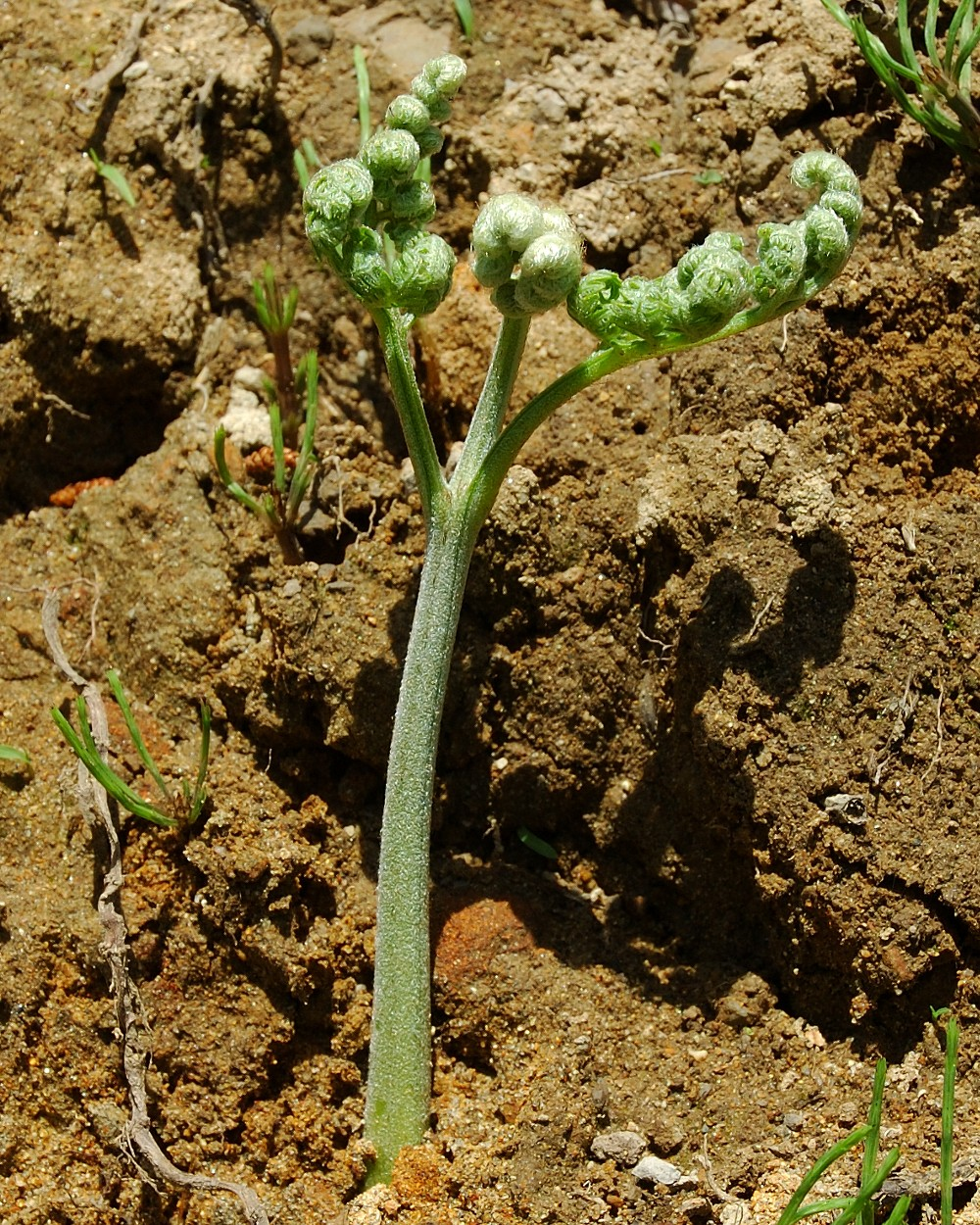
Warabi (Pteridium aquilinum).

El Sansai (山菜?) es una palabra Japonesa que significa literalmente "Vegetales de Montaña", refiriéndose a los vegetales comestibles que crecen de forma natural y no son cultivados.

## Variantes
- Fukinoto
- Gyojyaninniku
- Kogomi
- Koshiabura
- Mitsuba
- Seri
- Tara no Me
- Udo
- Warabi
- Zenmai